# 金银岛 (佛罗里达州)
金银岛（英語：Treasure Island），是美国佛罗里达州皮尼拉斯縣下属的一座城市。建立于1955年。面积约为13.8平方公里（约合5.3平方英里）。根据2010年美国人口普查，该市有人口6,768人。论人口在本州排行第189。